# Dieudonné Smets
Dieudonné Smets (* 17. August 1901 in Heure-le-Romain, Lüttich; † 29. November 1981 in Oupeye) war ein belgischer Radrennfahrer und nationaler Meister im Radsport.

## Sportliche Laufbahn
1926 gewann er einen nationalen Titel, als er die Meisterschaft der Unabhängigen im Straßenrennen für sich entscheiden konnte. Ebenfalls 1926 siegte er im Rennen Lüttich-Bastogne-Lüttich für Unabhängige. Bei beiden Rennen verwies er Joseph Siquet auf den Ehrenplatz. 1935 konnte er im Sechstagerennen von Antwerpen mit René Martin als Partner Zweiter werden. Smets war von 1927 bis 1937 Berufsfahrer.